# Маргеланский уезд
Маргеланский уезд — административно-территориальная единица Ферганской области Туркестанского генерал-губернаторства. Административный центр − город Новый Маргелан.

## История
Уезд был образован в 1876 году после присоединении к Российской империи Кокандского ханства и создания Ферганской области.
В связи с переименованием уездного центра г. Новый Маргелан в 1907 году в Скобелев уезд был переименован в Скобелевский.

## География
Маргеланский уезд располагался на юго-западе Ферганской области.
Северная часть уезда располагалась в Ферганской долине, южная — захватывала Алайский хребет и граничила с Каратегинским бекством Бухарского эмирата.

## Административное деление
В 1894 году в уезде было 18 волостей:
- Алтыарыкская;
- Араванская;
- Ассакинская;
- Аувальская;
- Ичкеликская;
- Каратепе-Чаукентская;
- Кокан-Кишлакская;
- Кувинская;
- Кулинская;
- Мин-Тюбинская;
- Найманская;
- Сегазинская;
- Файзабадская;
- Чимионская;
- Шариханская;
- Яккатутская;
- Яз-Яванская;
- Яукесек-Бостонская.

## Население
В 1894 году в уезде проживало 201653 человека (без учёта Нового и Старого Маргелана). Большую часть населения составляли мусульмане-сунниты: сарты, киргизы, узбеки и каракалпаки. Количество православных составляло 1586 человек, евреев 1740 человек.

## Экономика
На севере уезда на искусственно орошаемых землях возделывались пшеница, ячмень, рис, просо, дурра, бобовые растения и хлопчатник. Из фруктовых деревьев были распространены груши, вишни, сливы, абрикос, персик, виноград и в особенности тутовое дерево, использовавшееся для шелководства. Большое значение имели посевы дынь, арбузов и огурцов.
Киргизы и каракалпаки занимались кочевым скотоводством.
Промышленность имела в основном кустарный характер.